# سقاية خاتون بنت عبد الله
سقاية خاتون بنت عبد الله
أُنشأت سقاية الماء هذه، في مدينة بغداد في العهد العثماني لينتفع بها عامة الناس، وقد قامت بإنشائها السيدة خاتون بنت عبد الله وزوجها أحمد أغا بن إسماعيل أغا سنة 1822م، وكانت تقع على الشارع العام وملك (عقار) عبد الكريم النفطجي في بغداد الشرقية بمحلة الميدان. وقد كان شباكها يطل على الشارع العام، وسجلت هذه السيدة في نفس السنة، وقف عليها وهي أربعة دكاكين في المحلة نفسها، وشرطت ان تصرف الغلة على لوازم السقاية، والفضلة لذريتها، وبعد انقراضها تصرف جميع الغلة على السقاية وتعميرها.